# یئو مارسیال
یئو مارسیال (انگلیسی: Yeo Martial؛ زادهٔ ۲ ژانویهٔ ۱۹۴۴) بازیکن فوتبال اهل ساحل عاج است.
وی در سال ۱۹۹۲ تیم ملی فوتبال ساحل عاج را به مقام قهرمانی جام ملت‌های آفریقا رساند.